# Christy Manzinga
Christy Manzinga (Saint-Germain-en-Laye, 31 gennaio 1995) è un calciatore francese naturalizzato congolese (Repubblica Democratica del Congo), attaccante del Bnei Yehuda.

## Carriera
Nato a Saint-Germain-en-Laye, ha iniziato a giocare nelle giovanili del Paris Saint-Germain all'età di 13 anni. Dopo aver militato con Lorient, Angers 2 e Châtelet-Farciennes, nel luglio del 2019 è stato acquistato dagli scozzesi del Motherwell, dopo aver svolto un provino.
Il 30 novembre ha realizzato il suo primo gol con la maglia del Motherwell, nella vittoria per 4-0 contro il St. Johnstone. Il 31 maggio 2020 ha rescisso il suo contratto che lo legava al Motherwell.
Il 1º agosto 2020 ha firmato un contratto biennale con i nordirlandesi del Linfield.

## Statistiche

### Presenze e reti nei club
Statistiche aggiornate al 29 aprile 2022.
| Stagione                   | Squadra                    | Campionato                 | Campionato | Campionato | Coppe nazionali | Coppe nazionali | Coppe nazionali | Coppe continentali | Coppe continentali | Coppe continentali | Altre coppe | Altre coppe | Altre coppe | Totale | Totale |
| Stagione                   | Squadra                    | Comp                       | Pres       | Reti       | Comp            | Pres            | Reti            | Comp               | Pres               | Reti               | Comp        | Pres        | Reti        | Pres   | Reti   |
| -------------------------- | -------------------------- | -------------------------- | ---------- | ---------- | --------------- | --------------- | --------------- | ------------------ | ------------------ | ------------------ | ----------- | ----------- | ----------- | ------ | ------ |
| 2013-2014                  | Angers 2                   | CFA2                       | 9          | 1          |                 | -               | -               |                    | -                  | -                  |             | -           | -           | 9      | 1      |
| 2014-2015                  | Angers 2                   | CFA2                       | 17         | 1          |                 | -               | -               |                    | -                  | -                  |             | -           | -           | 17     | 1      |
| Totale Angers 2            | Totale Angers 2            | Totale Angers 2            | 26         | 2          |                 | -               | -               |                    | -                  | -                  |             | -           | -           | 26     | 2      |
| 2017-2018                  | Châtelet-Farciennes        | D3                         | 23         | 5          | CB              | 0               | 0               |                    | -                  | -                  |             | -           | -           | 23     | 5      |
| 2018-2019                  | Châtelet-Farciennes        | D3                         | 22         | 5          | CB              | 0               | 0               |                    | -                  | -                  |             | -           | -           | 22     | 5      |
| Totale Châtelet-Farciennes | Totale Châtelet-Farciennes | Totale Châtelet-Farciennes | 45         | 10         |                 | 0               | 0               |                    | -                  | -                  |             | -           | -           | 45     | 10     |
| 2019-2020                  | Motherwell                 | SP                         | 6          | 1          | CS+CdL          | 1+0             | 0               |                    | -                  | -                  |             | -           | -           | 7      | 1      |
| 2020-2021                  | Linfield                   | IFA-P                      | 15         | 2          | CIN             | 3               | 0               | UCL+UEL            | 2+1                | 1+0                |             | -           | -           | 21     | 3      |
| 2021-2022                  | Linfield                   | IFA-P                      | 26         | 17         | CIN+CdL         | 1+2             | 0+1             | UCL+UECL           | 2+4                | 1+1                |             | -           | -           | 35     | 20     |
| Totale Linfield            | Totale Linfield            | Totale Linfield            | 41         | 19         |                 | 6               | 1               |                    | 9                  | 3                  |             | -           | -           | 56     | 23     |
| Totale carriera            | Totale carriera            | Totale carriera            | 118        | 32         |                 | 7               | 1               |                    | 9                  | 3                  |             | -           | -           | 134    | 36     |

## Palmarès

### Club

#### Competizioni nazionali
- Coppa dell'Irlanda del Nord: 1

Linfield: 2020-2021
- Campionato nordirlandese: 2

Linfield: 2020-2021, 2021-2022
- Coppa d'Ungheria: 1

Zalaegerszeg: 2022-2023